# Timothy Touchton
Timothy „Tim“ Touchton (* 17. Juni 1946) ist ein US-amerikanischer Musiker, Komponist und Musikproduzent.

## Leben
Timothy Touchton stammt aus Palatka und wuchs in Nord-Florida auf, wo er sein Studium der Kommunikationswissenschaft 1969 an der Florida State University mit dem Bachelor-of-Arts-Grad abschloss. Als Nebenfächer belegte er Psychologie, Werbewesen und Fotografie.

### Musikalisches Wirken
In den 1960er Jahren spielte er in einer Band namens The Illusions Band. 1971 erhielt er einen Plattenvertrag von CBS Records und tourte als Schlagzeuger mit Bobbie Gentry durch die Vereinigten Staaten und Kanada.
Ein Jahr später siedelte er nach Deutschland über, wo er im Rock-Musical Jesus Christ Superstar die Rolle des „Pontius Pilatus“ spielte. Er ließ sich dort in München nieder und war Mitglied des von Günter „Yogi“ Lauke (* 1945) im Sommer 1972 zusammengestellten Popchors Family Tree, dem unter anderem auch Claus „Tommy“ Dittmar († 2000), Donna Summer und Monique Melsen angehörten. Family Tree war in vielen europäischen Fernsehstudios und auf Konzerten zu Gast. 1975 ersetzte er bei Love Generation den Platz von Frank Cornelys Sohn Gregor Cornely (bürgerlich Gregor Wilczek), den zwischenzeitlich der niederländische Sänger Jerry Rix besetzte. Kurz vor der Auflösung verließ er die Gruppe.
Solo veröffentlichte er 1974 bei Ariola seine erste Single mit dem Titel Ich hoffe, es verkauft Millionen. Seitdem folgten weitere, 1990 eine zusammen mit Bernie Paul You for Me and Me for You.
Als Solo-Interpret war er unter anderem am 1. Juni 1978 mit I Love You More than My Wife in der Musiksendung Musikladen von Radio Bremen zu hören und trat in Ilja Richters Musiksendung disco am 23. März 1981 mit Daddy Was a Boxer auf.

### Komposition und Produktion
Timothy Touchton, der in München ein eigenes Tonstudio betreibt, schrieb und produzierte bis heute eine Vielzahl an Songs für bekannte Interpreten. So schrieb er an elf europäischen Top-40-Titeln mit, drei davon gelangten unter die sogenannten Top M5 der deutschen Charts. 1975 schrieb er beispielsweise zusammen mit Christian Bruhn, Abi Ofarim und Suzanne Doucet an Anja Hauptmanns Song Mein Kind, Musik. Zusammen mit Claus Dittmar, Günther Moll und Veit Marvos schrieb er für Peter Maffay den Titel Ich bleib nur eine Nacht, der auf dem Album Und es war Sommer (1976) zu hören ist. Ferner schrieb er Titelmelodien für Fernsehproduktionen. Besonders erwähnenswert ist seine Mitarbeit an The Social Network Song (oh oh -uh- oh oh), mit dem Valentina Monetta 2012 Platz 14 im Halbfinale 1 beim Eurovision Song Contest für ihr Heimatland San Marino erreichte. 2025 arbeitete er zusammen mit Sandra Gambino an ihrer neuen Single If Only You.

### Privates
Timothy Touchton ist verheiratet mit der aus Polen stammenden Künstlerin Halina Brandt-Touchton und lebt in München.

## Diskografie
(ohne Bandveröffentlichungen, Songwriting und Produktion)
- 1974: Ich hoffe, es verkauft Millionen / Ein Brief von Dir (Single, Ariola)
- 1978: I Love You More than My Wife / I Want to Love You Tonight (Single; RCA Records)
- 1981: Daddy Was a Boxer / Country People (Single; Jupiter Records)
- 1984: Save Your Love for Me / Love Gets Better with Time (Single; WEA)
- 198?: You’re the Best / Nobody But You (Single; Jupiter Records)
- 1990: You For Me and Me for You (zusammen mit Bernie Paul; auch als Maxi-Single und EP; Hansa)

Kompilationen
- 1981: Daddy Was a Boxer (zum Sampler Die superstarken brandaktuellen Top-Hits; Arcade)[4]
- 1981: Daddy Was a Boxer (zum Sampler Hit-Action; Teldec)[5]
- 1982: You’re the Best (zum Sampler Power-Pack '82; Teldec)[6]
- 2010: I Love You More than My Wife (zum ARD-Video The Story of Musikladen No.2 1976-1980)[7]